# Smalfjord
Smalfjord (nordsamiska: Ráttovuotna, kvänska: Rautuvuono ) är en by i Tana kommun i Finnmark fylke i norra Norge. Byn ligger vid fylkesväg 98, på östra sidan av Smalfjorden. Den har båtförbindelse med byarna Lággu, Nervei, Langfjordnes och Skjånes i Gamviks kommun.